# Glucagó
El glucagó és una hormona peptídica de 29 aminoàcids que actua en el metabolisme dels hidrats de carboni. Té un pes molecular de 3.485 daltons i va ser descobert el 1923 per Charles Kimball i John Murlin. Aquesta hormona és sintetitzada per les cèl·lules α del pàncrees (en uns punts anomenats illots de Langerhans).
La seva estructura primària és:
NH₂-His-Ser-Gln-Gly-Thr-Phe-Thr-Ser-Asp-Tyr-Ser-Lys-Tyr-Leu-Asp-Ser-Arg-Arg-Ala-Gln-Asp-Phe-Val-Gln-Trp-Leu-Met-Asn-Thr-COOH
És una hormona que eleva el nivell de glucosa en la sang, el contrari a la insulina, que l'abaixa. Quan l'organisme requereix més sucre en la sang, les cèl·lules alfa del pàncrees elaboren el glucagó. Aquest glucagó mobilitza les reserves de glucosa presents en el fetge en forma de glucogen.
Encara que en els músculs hi ha reserves de glicogen, no són mobilitzades pel glucagó. En cas de necessitat l'hormona de l'estrès, l'adrenalina, sí que en pot mobilitzar les reserves musculars.
Una de les conseqüències de la secreció del glucagó és la disminució de la fructosa-2,6-bisfosfat i l'augment de la gluconeogènesi
De vegades s'usa el glucagó injectable en els casos de xoc insulina. La injecció de la glucagó ajuda a elevar el nivell de glucosa en la sang. Les cèl·lules reaccionen usant la insulina addicional per produir més energia de la quantitat de glucosa en la sang.
El glucagó també s'utilitza com a antídot per a les intoxicacions per beta-bloquejants.
Efectes:
Metabòlics: indueix catabolisme del glicogen hepàtic; indueix l'augment de la gluconeogènesi, amb la consegüent cetogènesi.
Cardíac: efecte beta, inotròpic i cronotròpic positiu, similar a l'estímul beta adrenèrgic.
Múscul llis: indueix una relaxació intestinal aguda.
Altres: indueix l'augment de les catecolamines; indueix la disminució de l'alliberament d'insulina.